# James Murray (leksykograf)

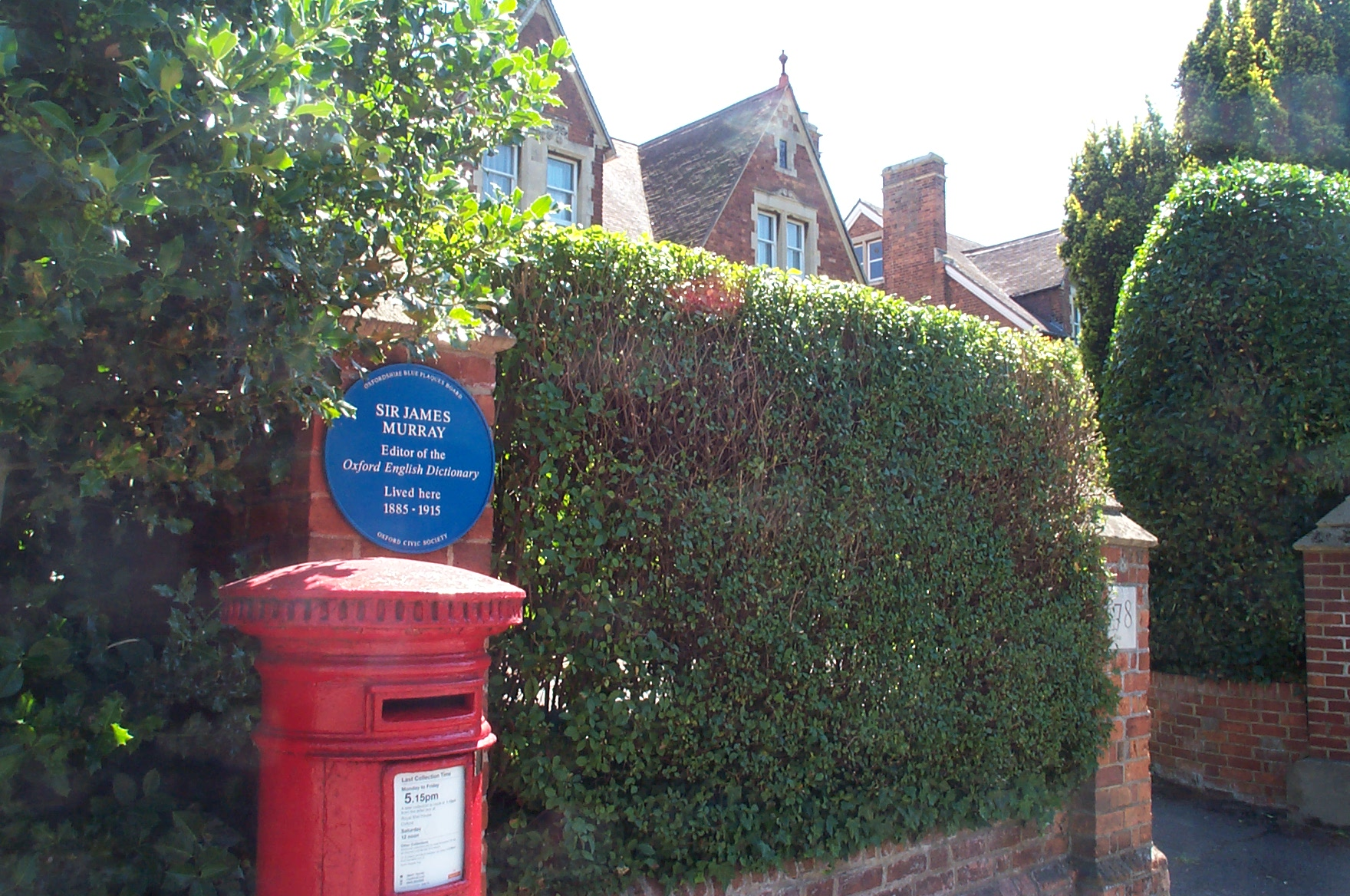
Dom Murraya w Oxfordzie, gdzie mieszkał w latach 1885–1915, i skrzynka na setki listów, które otrzymywał od woluntariuszy pracujących nad słownikiem

Sir James Augustus Henry Murray (ur. 7 lutego 1837 w Denholm, zm. 26 lipca 1915 w Oksfordzie) – szkocki leksykograf i filolog, główny redaktor Oxford English Dictionary (1879–1915).

## Życiorys
James Murray urodził się 7 lutego 1837 roku w Denholm koło Hawick w regionie Scottish Borders w wielodzietnej rodzinie krawca Thomasa Murraya (1811–1873) i Mary (1803–1888), córki producenta lnu. Jego ojciec działał w kościele kalwińskim, propagował abstynencję, promował czytelnictwo.
Murray miał znać już wszystkie litery alfabetu łacińskiego w wieku 18 miesięcy, a alfabetu greckiego przed ukończeniem 7 roku życia. Murray uczęszczał najpierw do lokalnej szkoły parafialnej Cavers School, a od 1845 roku do szkoły w Denholm, gdzie uznano go za szczególnie uzdolnionego. W wieku szkolnym interesował się astronomią oraz aspektami nazewnictwa i klasyfikacją w botanice i geologii. Edukacja Murraya została przerwana na sześć miesięcy po tym, jak szkoła została zamknięta podczas epidemii cholery w 1849 roku. W okresie tym Murray pracował jako pasterz, a następnie podjął naukę w Minto School, gdzie zaczął pracować nad czterema nowymi językami: francuskim, niemieckim, włoskim i klasycznym greckim. Murray opuścił szkołę w wieku lat 14 i pół, by podjąć prace zarobkową i wesprzeć rodzinny budżet – nauczył się introligatorstwa.
W 1854 roku Murray opuścił dom rodzinny i rozpoczął pracę jako młodszy asystent dyrektora szkoły w Hawick. W 1857 roku został dyrektorem prywatnej szkoły Hawick Academy. Czas wolny poświęcał nauce języków obcych – sam utrzymywał, że posiadł znajomość pisemnej formy ok. 25 języków, m.in. rosyjskiego i tonga. Zajmował się również badaniami struktury geologicznej dystryktu Teviotdale oraz jego flory i fauny. Od 1856 roku pełnił funkcję sekretarza nowo powstałego towarzystwa archeologicznego w Hawick.
Następnie zainteresował się filologią – w 1857 roku uczęszczał na kurs elokucji prowadzony przez Alexandra Melville’a Bella (1819–1905), który opracował obrazkowy system pisma dla transkrypcji fonetycznej, tzw. Visible Speech, ukazujący pozycje gardła, języka i ust przy powstawaniu dźwięków. W okresie późniejszym Murraya i Bella połączyła przyjaźń, a Bell wprowadził Murraya do londyńskiego towarzystwa filologicznego Philological Society.
W 1859 roku towarzystwo archeologiczne w Hawick zainteresowało się filologią, a w szczególności historią i różnorodnością angielskiego w regionie Hawick. Murray rozpoczął badania dialektów z południowych hrabstw Szkocji, nauczył się gaelickiego i stworzył klucz fonetyczny dla Etymological Dictionary of the Scottish Language (1808) Johna Jamiesona. Rozpoczął również naukę staroangielskiego, a także studiował język gocki na bazie Srebrnej Biblii przełożonej na gocki przez Wulfilę.
W 1862 roku Murray poślubił Margaret (Maggie) Scott (1834–1865), dyrektorkę szkoły dla dzieci. W 1864 roku urodziła się ich córka, która zmarła w tym samym roku na gruźlicę. Z uwagi na zły stan zdrowia Margaret, Murrayowie musieli zmienić klimat i wyprowadzili się do Londynu, gdzie Murray otrzymał posadę urzędnika w Chartered Bank. Margaret zmarła na gruźlicę w 1865 roku. Murray ożenił się ponownie w 1867 roku z Adą Agnes Ruthven (1845–1936), a drużbą był Alexander Graham Bell. Murray i Ada mieli jedenaścioro dzieci (sześciu synów i pięć córek), które zachęcane były do pisania własnych opowieści i wierszy, a ojciec pomógł im założyć Sunnyside Amateur Debating Society.
Murray współpracował z Muzeum Brytyjskim. Poprzez Bella poznał Alexandra Johna Ellisa, który z kolei przedstawił go filologowi Henry’emu Sweetowi. Wkrótce Murray poznał innych czołowych filologów brytyjskich, m.in. Richarda Morrisa i Waltera Williama Skeata. Bell, Morris, Ellis i Skeat zapoznali Murraya z działalnością londyńskiego towarzystwa filologicznego Philological Society i publikacjami Early English Text Society, założonego przez Fredericka Jamesa Furnivalla (1825–1910). Murray pracował nad książką The Dialect of the Southern Counties of Scotland, która została później opublikowana w 1873 roku przez Philological Society. Został poproszony o wygłoszenie referatów podczas spotkań członków towarzystwa filologicznego i napisał trzy artykuły. Wstąpił również do English Dialect Society. Dla Furnivalla zredagował kilka pozycji: The Minor Poems of Sir David Lindesay (1871), The Complaynt of Scotlande (1872, 1873) oraz Romance and Prophecies of Thomas of Erceldoune (1875).
W 1870 roku Murray powrócił do szkolnictwa i objął stanowisko dyrektora założonej w 1807 roku Mill Hill School w Mill Hill. Równocześnie kontynuował prace nad dialektami oraz studiował – w 1873 roku uzyskał bakalaureat, a w 1874 roku Uniwersytet Edynburski przyznał mu honorowy tytuł Legum Doctor. Odtąd miał prawo noszenia togi i biretu, który nosił na co dzień przez całe życie. W 1878 roku został przewodniczącym Philological Society.

### Oxford English Dictionary

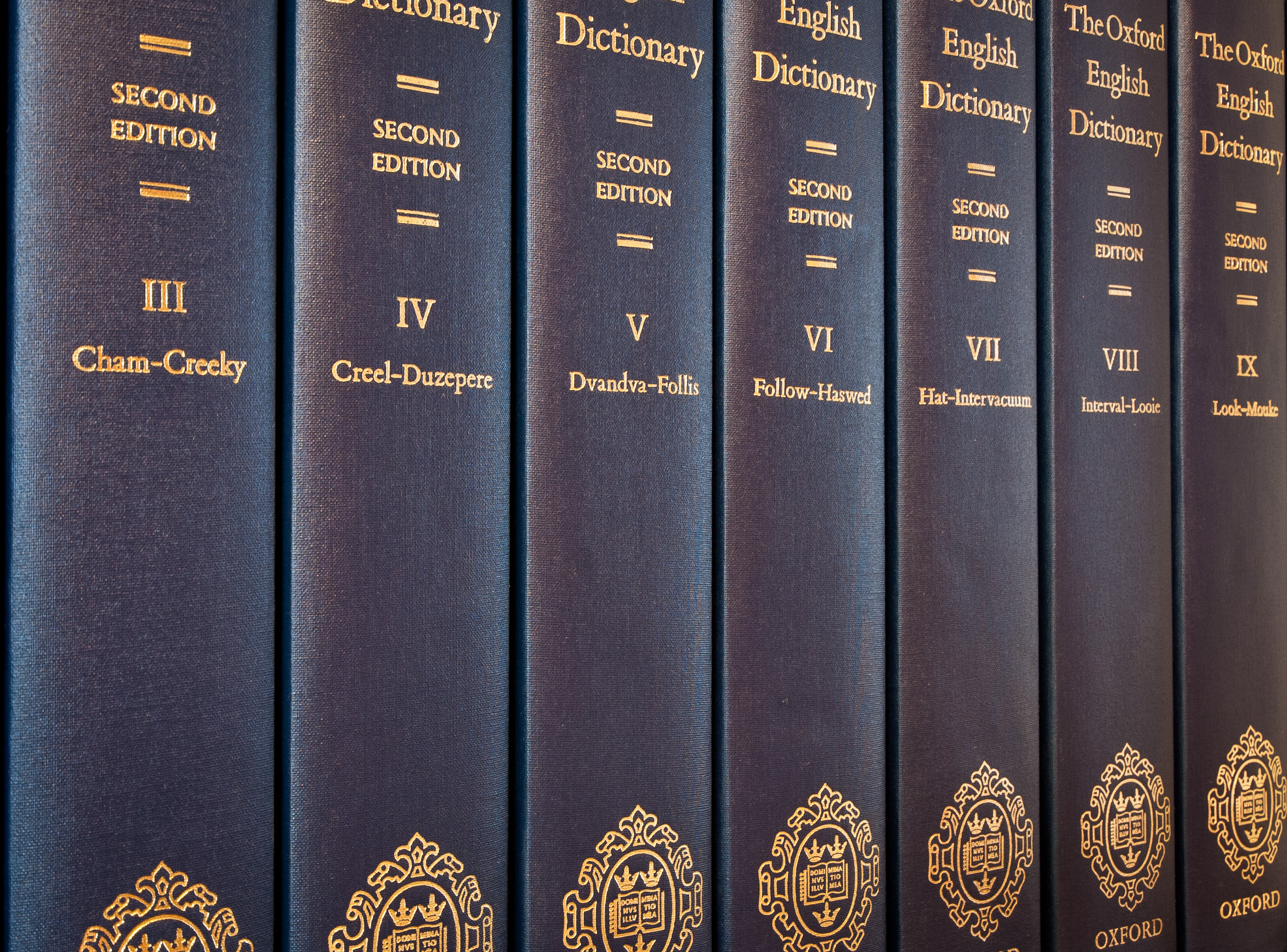
Oxford English Dictionary, tomy wydania drugiego

W 1857 roku po głośnym wystąpieniu Richarda Chenevixa Trencha (1807–1886), opata Westminster, na temat słabości ówczesnych słowników, Philological Society uzyskało poparcie i fundusze dla opracowania nowego wielkiego słownika języka angielskiego.
Prace nad słownikiem prowadził Herbert Coleridge (1830–1861), a po jego przedwczesnej śmierci Frederick James Furnivall. Nad słownikiem pracowali ponadto m.in. pisarka Charlotte Mary Yonge (1823–1901) i Walter William Skeat oraz cała rzesza współpracowników-woluntariuszy z całego kraju. Furnivall poszukiwał następcy, jednak Henry Sweet (1845–1912) i Henry Nicol (1845–1880) odmówili. W 1876 roku Furnivall przekonał Murraya, by dołączył do projektu. Wcześniej w tym samym roku, Murray odrzucił niespodziewaną propozycję Alexandra MacMillana reprezentującego amerykańskie wydawnictwo Harper, które poszukiwało redaktora słownika, który mógłby konkurować ze słownikiem Webstera. Murray uważał, że taki słownik musiałby mieć przynajmniej 5000 stron, podczas gdy Harper planował nie więcej niż 4000 stron.
W 1879 roku Philological Society zawarło porozumienie w sprawie redakcji i publikacji słownika z Oxford University Press, a głównym redaktorem słownika został James Murray. Murray nadal pracował w Mill Hill School, a dla potrzeb prac nad słownikiem wybudował przydomowe skryptorium. W 1885 roku Murray zrezygnował z pracy w szkole, przeprowadził się do Oxfordu (78 Banbury Road), gdzie wzniósł nowe skryptorium i wraz z małą grupą asystentów całkowicie poświęcił się słownikowi. W 1889 roku pracę Murraya wsparł drugi edytor Henry Bradley (1845–1923), w 1901 roku trzeci – William Craigie (1867– 1957), a od 1914 roku czwarty – Charles Talbut Onions (1873–1965). Pierwszy tom A New English Dictionary on Historical Principles (NED) został opublikowany w 1884 roku, a ostatni w 1928 roku – trzynaście lat po śmierci Murraya. Murray współpracował również blisko z Williamem Chesterem Minorem (1834–1920), amerykańskim chirurgiem, który zgłosił się do pracy na rzecz słownika i przez dwadzieścia lat opracował korespondencyjnie ponad 10 tys. definicji. Minor cierpiał na paranoje i był pacjentem szpitala psychiatrycznego Broadmoor w Crowthorne, Berkshire, gdzie przebywał po zastrzeleniu człowieka, który miał włamać się do jego pokoju. Murray wstawił się za Minorem u władz brytyjskich, które ułaskawiły Minora, a ten w 1910 roku powrócił do Stanów Zjednoczonych.
Przez trzydzieści lat Murray pracował nad słownikiem, robiąc przerwy na krótkie wakacje w Brytanii i w 1905 roku na dłuższy wyjazd do Kapszatdu, gdzie odebrał tytuł litterarum doctor przyznany mu przez tamtejszy uniwersytet. Honorowe stopnie przyznało mu w sumie dziewięć uczelni, m.in. University of Cambridge (1913) i Uniwersytet Oksfordzki (1914).
W 1908 roku Murray otrzymał brytyjski tytuł szlachecki.
Murray zmarł 26 lipca 1915 w Oksfordzie wskutek niewydolności serca po rocznej chorobie zapalenia opłucnej.
Najstarszy syn Murraya – Murray Harold James Ruthven (1868–1955) został historykiem szachów, a kolejny Wilfrid George Ruthven Murray napisał biografię ojca. Biografię dziadka napisała również córka Harolda – Elisabeth Murray (1909–1998).